# Johnny Angel
Pour plus de détails, voir Fiche technique et Distribution.
Johnny Angel est un film américain réalisé par Edwin L. Marin, sorti en 1945, avec George Raft, Claire Trevor, Signe Hasso, Lowell Gilmore, Hoagy Carmichael et Margaret Wycherly dans les rôles principaux. Il s'agit d'une adaptation du roman Mr. Angel Comes Aboard du romancier et scénariste Charles G. Booth (en).

## Synopsis
Johnny Angel (George Raft) est le capitaine d'un navire marchand. Il trouve le bateau de son père abandonné en mer et dont l'équipage entier a disparu. En fouillant le chaland, il découvre une passagère clandestine, Paulette Girard (Signe Hasso), qui est la seule survivante du détournement et qui lui confie que cette affaire est liée à un trafic d'or se déroulant à la Nouvelle-Orléans.

## Fiche technique
- Titre original : Johnny Angel
- Réalisation : Edwin L. Marin
- Scénario : Steve Fisher et Frank Gruber d'après le roman Mr. Angel Comes Aboard de Charles G. Booth (en)
- Photographie : Harry J. Wild
- Montage : Les Millbrook
- Musique : Constantin Bakaleinikoff
- Direction artistique : Albert S. D'Agostino et Jack Okey
- Décors : Darrell Silvera et William Stevens
- Costumes : Renié
- Producteur : Jack J. Gross (en) et William Pereira
- Société de production : RKO Pictures
- Société de distribution : RKO Pictures
- Pays d'origine : États-Unis
- Langue originale : anglais
- Format : Noir et blanc - 1,37:1 - Mono
- Genre : Film policier, film noir
- Durée : 79 minutes
- Date de sortie : États-Unis : 25 octobre 1945

## Distribution
- George Raft : Johnny Angel
- Claire Trevor : Lilah Lily Gustafson
- Signe Hasso : Paulette Girard
- Lowell Gilmore : Sam Jewell
- Hoagy Carmichael : Celestial O'Brien
- Marvin Miller (en) : George Gusty Gustafson
- Margaret Wycherly : Miss Drumm
- J. Farrell MacDonald : Capt. Angel
- Mack Gray : Mack, le barman

Et, parmi les acteurs non crédités :
- Ernie Adams
- Virginia Belmont
- Don Brodie
- Ann Codee
- Edgar Dearing (en)
- Leyland Hodgson (en)
- James Flavin
- John Hamilton
- Russell Hopton
- Johnny Indrisano (en)
- George Magrill
- Jack Perrin
- Jason Robards Sr.
- Charles Sullivan (en)
- Bryant Washburn
- Bill Williams